# Son Cànaves
|  | Aquest article tracta sobre la possessió de Llucmajor. Vegeu-ne altres significats a «Son Cànaves (Palma)». |

Son Cànaves és una possessió situada al terme municipal de Llucmajor, Mallorca, prop de s'Arenal.
Son Cànaves s'anomenava antigament Alqueria dels Cànaves, que era el llinatge dels seus propietaris des del segle xiii. Les seves terres originàriament s'estenien des del límit del municipi de Llucmajor amb el de Palma i confrontava amb les possessions de Son Dalabau, Son Verí i Son Cardell. S'hi cultivaven cereals.

## Construccions
Les cases de la possessió tenen carrera davantera i es disposen en forma de "L" integrant l'habitatge dels senyors, l'habitatge dels amos i diverses dependències agropecuàries, com són estables, una pallissa, un forn i portasses. Aïlladament, al costat de les cases principals, hom hi troba altres dependències: sestadors, solls, un galliner, una portassa, i una vaqueria, una pallissa i estables dins un mateix buc. El buc que integra els habitatges té dues altures, planta baixa i pis superior, i dues crugies. La seva façana principal, orientada al sud-est, presenta les obertures distribuïdes de forma simètrica sobre dos eixos verticals. A la planta baixa hi ha dos portals, el principal és d'arc de mig punt amb dovelles i carcanyols, l'altre és allindanat, ha estat cegat i al seu lloc s'ha obert un finestró. Com a instal·lacions hidràuliques situades també de forma aïllada hi ha dos aljubs i dues cisternes.